# バハラーム5世
バハラーム5世（Bahram V, パフラヴィー語: 𐭥𐭫𐭧𐭫𐭠𐭭 Wahrām）、またはバハラーム・グール（Bahram Gur, ペルシア語: بهرام گور）はサーサーン朝の君主（シャーハーン・シャー、在位：420年 - 438年）。
バハラームはヤズデギルド1世（在位：399年 - 420年）の息子であるが、サーサーン朝ペルシアの国外、ラフム朝の主都ヒーラで育てられた。ヤズデギルド1世の暗殺後、バハラームは急遽ラフム朝の軍隊を伴って首都のクテシフォンへ向かい、長らく伝えられてきた伝説によると、二頭のライオンに対する試練を乗り越え貴族と神官団の支持を獲得した。偉大なハンターであり龍を狩ることに長けていたとされ、弓矢で龍を射ている絵画が有名。
バハラーム5世の治世は概ね平和であったものの、二つの短期間の戦争が起こった。最初は西の隣国である東ローマ帝国に対するもので、その後はサーサーン朝の東方地域を脅かしていたエフタルに対するものであった。また、アルサケス朝アルメニア王国がマルズバーン（辺境地域の太守）による統治に置き換えられたのも彼の治世中の出来事である。以降の新しいアルメニアの時代は、アルメニアの歴史家の間では「マルズバーンの時代」と呼ばれている。
また、バハラーム5世はペルシア文学で最も有名ないくつかの作品における中心人物にもなっている。彼は977年から1010年の間に書かれたフェルドウスィーの『シャー・ナーメ』（王の書）で言及されており、1197年に書かれたニザーミー・ギャンジャヴィーのロマンス叙事詩『ハフト・パイカル』（別名『バハラーム・ナーメ』）では主人公である。王女であった七人の美女は、（ニザーミーの想像の中で）バハラームの妻となり、彼の宮殿でそれぞれの住居を与えられた。バハラームは代わる代わる彼女たちの部屋を訪れ、彼女たちは刺激的な物語を語り彼を楽しませた。彼はまた、アミール・ホスローが1302年頃に書いた詩『ハシュト・ビヒシュト』（八つの楽園）の中心人物でもある。
狩りへの愛着、音楽家たちへの激励、祝宴の際に税金や公的債務を免除してしまうといった数々の逸話によって、バハラーム5世はイランの歴史上最も有名な王の一人として記憶されている。しかしながら、多くの歴史上の物語において勇敢で、生き生きとし、統治者に相応しい存在として崇敬されているにもかかわらず、彼の治世はカワード1世（在位：488年 - 496年、498年 - 531年）の時代に帝国の復活を経験するまで、サーサーン朝の衰退が始まる時代であったとみなされる場合がある。

## 名前
神の名（Theophoric name）に由来する「バハラーム」(Bahram) は、中期ペルシア語（パフラヴィー語）の Warahrān または Wahrām の新ペルシア語形で、もともとは古代ペルシア語の Vṛθragna に由来している。アヴェスター語に対応する名前は、勝利の神の名である Vərəθraγna（ウルスラグナ）であるが、パルティア語では Warθagn であった。ギリシア語では Baranes と字訳されている。

## 生い立ちから即位まで

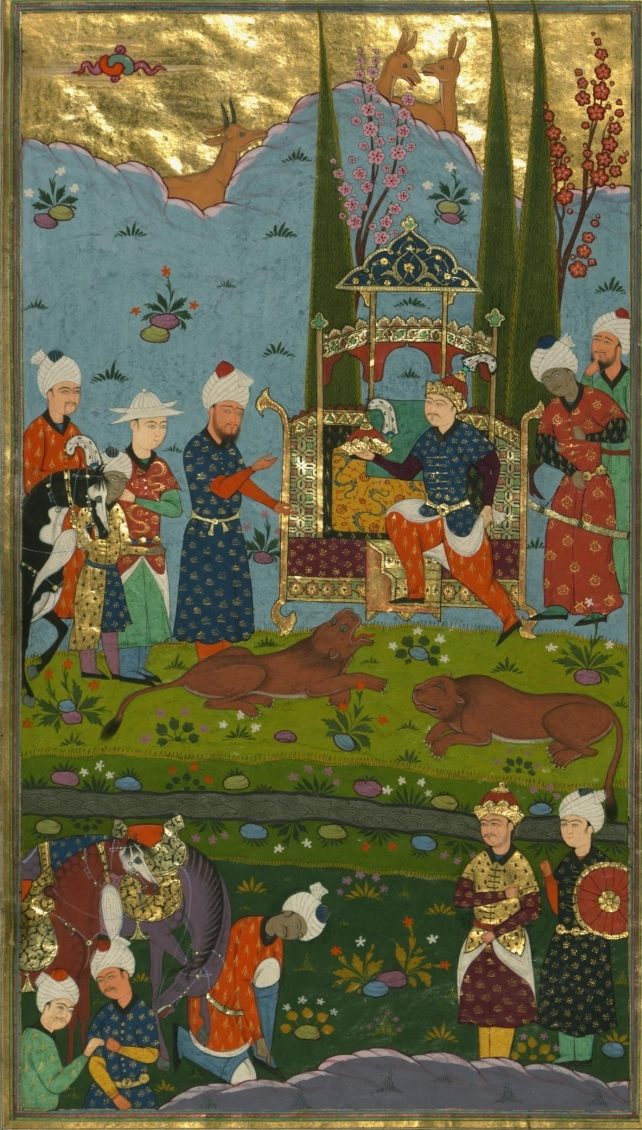
二頭のライオンを殺し王冠を手に掴むバハラーム。ウォルターズ美術館蔵。

バハラーム5世は400年頃に誕生した。彼はヤズデギルド1世とユダヤ教の信徒集団の長の娘のショーシャンドゥフトとの間に生まれた。リチャード・フライは、ヤズデギルドとユダヤ人族長の娘との結婚は「おそらく民話」であるとしている。バハラームは幼いころからヒーラのラフム朝の宮廷でヌゥマーン1世（在位：390年 - 418年）の庇護を受けて育った。ネルデケは、意見の不一致が原因でバハラームが父親と争いを起こし、ヤズデギルドにより追放されたのではないかという説を述べた。ヌゥマーン1世はサーサーン朝の宮廷から派遣された教師をバハラームに付け、バハラームは法律、弓術、馬術を学んだ。
サーサーン朝の強力な王であったシャープール2世（在位：309年 – 379年）の死後、貴族と神官団はサーサーン朝の統治を蔑ろにして影響力と権力を増大させ、420年1月21日に殺害されたヤズデギルド1世を含む複数の王を擁立、廃位、殺害した。彼らは殺害されたヤズデギルド1世の息子達が王位につくことを阻止しようと努めた。ヤズデギルド1世の長男でアルメニアを統治していたシャープールはすぐにサーサーン朝の首都クテシフォンへ向かい、シャープール4世として王位についたものの、彼はすぐに貴族の手によって殺害されてしまい、バハラーム4世の息子であるホスローが王として擁立された。
バハラームはアラビア砂漠に滞在中にヤズデギルド1世の死の知らせを受けた。彼は貴族たちの決定に反発し、ムンズィール1世（ヌゥマーン1世の息子、在位：418年 – 461年）に軍事的な支援を要請した。ムンズィール1世は支援に同意し、彼とバハラームは大軍を引き連れクテシフォンへ向かった。そしてそこでバハラームは父のヤズデギルドのような統治は行わないことを貴族たちと約束した。『シャー・ナーメ（王の書）』によって伝えられているよく知られた伝説によると、バハラームは王冠と王の衣装を二頭のライオンの間に置き、この野生の動物を殺して取り戻した者がペルシアの王として認められるべきだと持ちかけた。
ホスローはこの提案から手を引くことを選択したが、バハラームはこの試練を乗り越え王位を獲得した。バハラームは、以前のサーサーン朝の王たちに対して信用を置けなかった貴族たちに不信感を抱いていたため、代わりにゾロアスター教の神官団から支援を得ることを選んだ。彼は貴族の手によってではなく、神官長（モウベド）の手によって即位した最初のサーサーン朝の王であった。

## 治世

### 東ローマ帝国との戦争

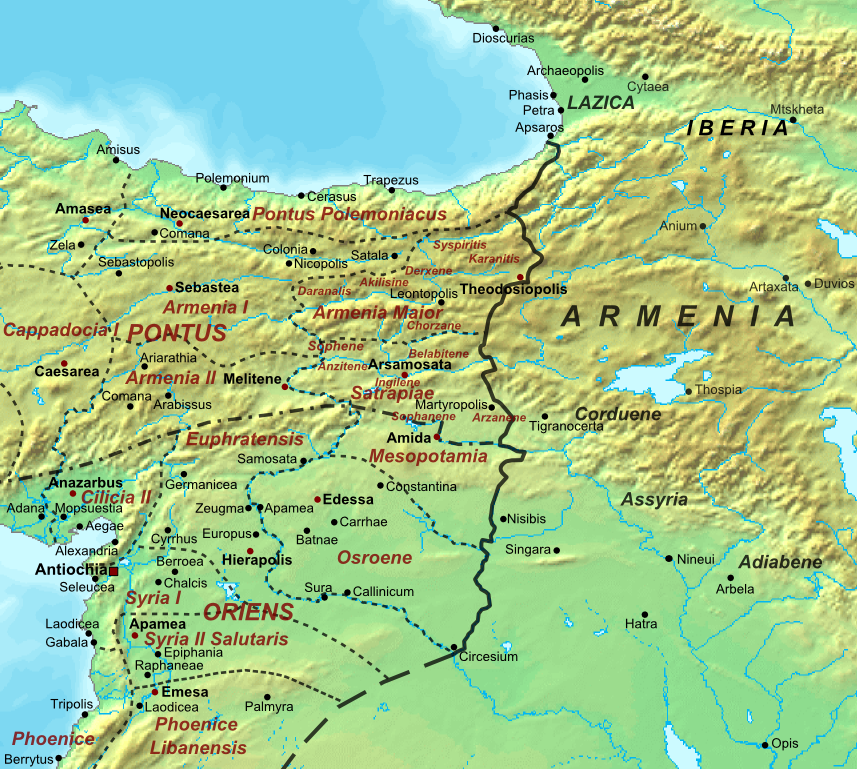
東ローマ帝国とサーサーン朝の国境地帯

ゾロアスター教の神官団の要請を受け、バハラーム5世はキリスト教徒がゾロアスター教の寺院を攻撃したことに対する報復として、キリスト教徒への組織的な迫害を行うことから統治を開始した。バハラーム5世は多くの犠牲者を出す中で迫害を続け、この時の犠牲者の中にはヤズデギルド1世の家臣であったヤコボス・インテルキスス（こま切れの聖ヤコボス）もいた。彼はキリスト教からゾロアスター教へ改宗したが、その後に再びキリスト教に改宗していた。
迫害されたキリスト教徒は東ローマ帝国の領土に逃れ、コンスタンティノープル大主教のアッティコスから歓迎を受けるとともに、アッティコスは皇帝に迫害について報告した。当時、東ローマ皇帝テオドシウス2世は宗教面で姉のアエリア・プルケリアから深い影響を受け、キリスト教に大きな関心を寄せるようになっていた。また、サーサーン朝と東ローマ帝国の関係にはすでにいくつかの軋轢となる要因が存在した。サーサーン朝の人々はローマ人の金の採掘者を雇っていたが、今では送り返すことを拒否していた。さらに彼らはローマ人商人の財産の押収も行っていた。このため、サーサーン朝の大使が亡命者の送還を求めて宮廷に到着したとき、テオドシウスは亡命者を送還するのではなく、和平を破り宣戦を布告することを選んだ。
421年、東ローマ帝国はアルメニアに向けて大規模な分遣隊とともに軍司令官のアルダブリウスを派遣した。アルダブリウスはサーサーン朝の指揮官ナルセを破り、アルザネネ地方の略奪を続け、ニシビスを包囲した。しかしアルダブリウスはバハラーム5世の指揮するペルシア軍の進軍を前にして包囲を解き、その後にバハラーム5世はテオドシオポリス（おそらくはオスロエネに存在したテオドシオポリス）を包囲した。
422年に東ローマ帝国の行政長官（magister officiorum）ヘリオの交渉によって戦争を終結させる平和条約が締結され、すべてを戦争前の原状に戻すことで合意した。さらにサーサーン朝と東ローマ帝国は他の地域のアラブ人の亡命者の受け入れを拒否することに同意し、双方の領土において信仰の自由を保証することにも同意した。

### エフタルとの戦争

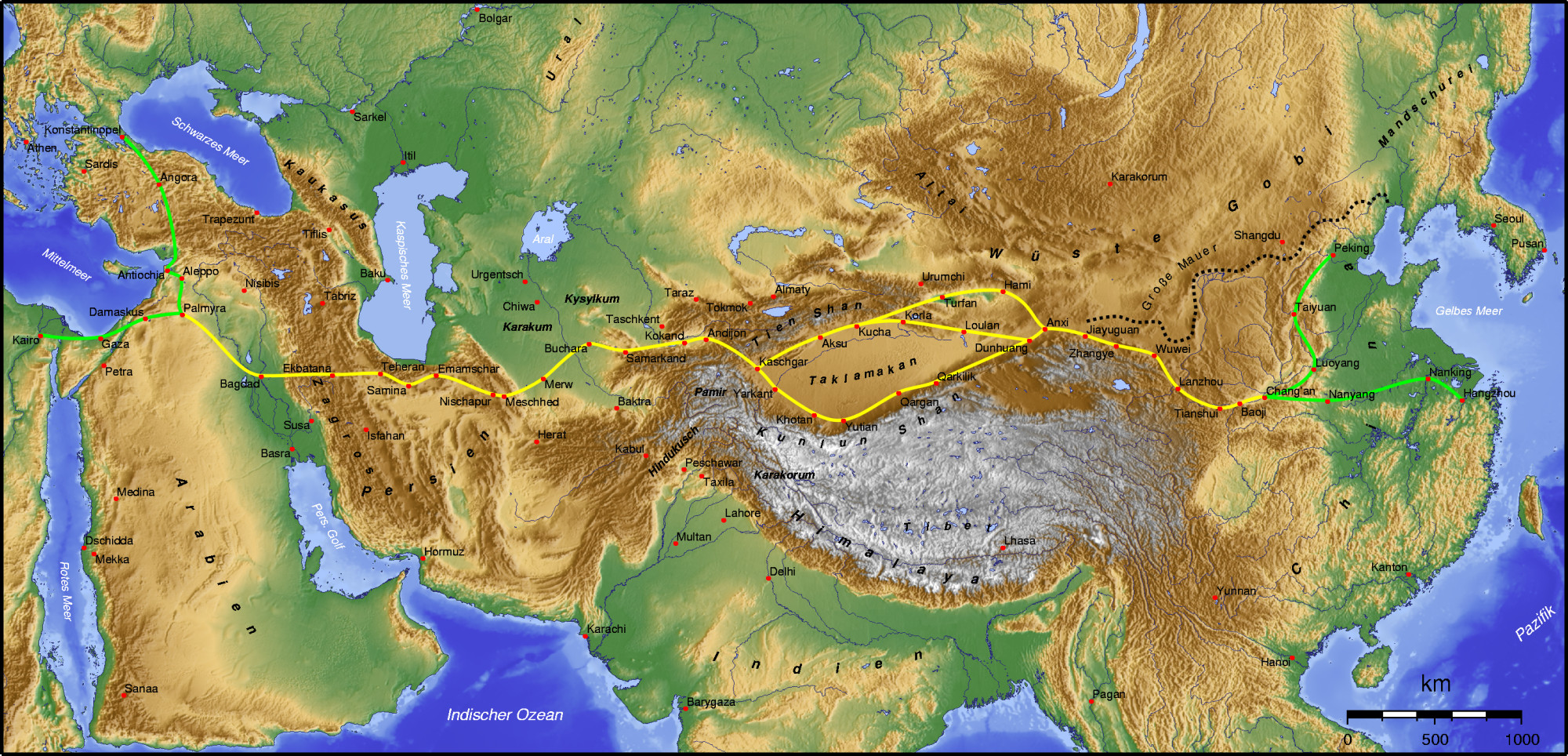
シルクロードの地図

バハラーム5世が東ローマ帝国との戦争に専念している間に、東方で繁栄していた都市のメルヴがエフタルによって占領された。このため、バハラーム5世はサーサーン朝領内への侵入を阻止するためにエフタルへ歳幣を送ることを余儀なくされていた。バハラーム5世は東ローマ帝国と和平を結ぶとエフタルに反撃するための準備を始めた。メルヴは豊かな都市であるだけでなく、中央アジアを通り、イランを経由してヨーロッパへと続くシルクロードの重要な交易拠点でもあった。
バハラーム5世はまもなくエフタルの領土に侵攻しメルヴを奪還。エフタルの支配者を殺害して多くの富を奪った。その後、彼はアムダリヤ川に記念碑を建立した。これはアムダリヤ川がサーサーン朝の東部の国境であることを示すものであった。427年までにサーサーン朝は東方領域を完全に確保し、ブハラの住民は模造したバハラーム5世の硬貨の鋳造を始めた。これはバハラーム5世が都市を征服したか、強い影響力を残したことを示している。
バハラーム5世は中央アジアでのサーサーン朝の支配を確実なものとするために、兄弟のナルセを東部地方の総督に任命し、首府をバルフに置いた。さらにアフラ・マズダーへの感謝を示すために、彼は戦利品の大部分をイランの三つの神聖な寺院の一つであるタフテ・ソレイマーンに寄進した。

### アルメニアとの関係

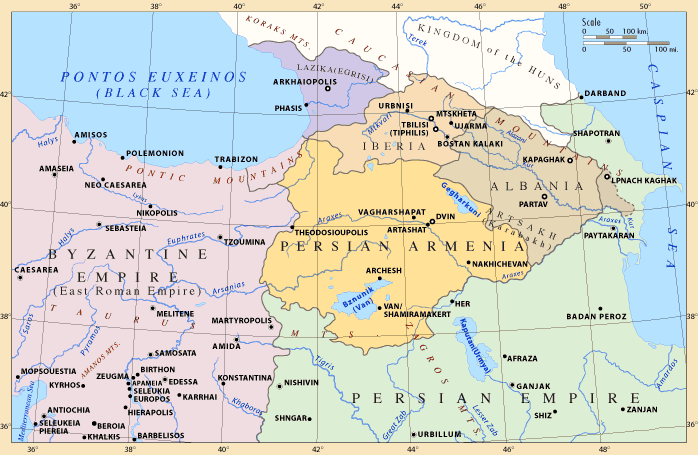
サーサーン朝アルメニアの地図

バハラーム5世は東ローマ帝国との平和条約の締結後、すぐにアルメニアの問題についてとりかかることになった。バハラーム5世の兄であるシャープール4世が418年にアルメニアを去って以降、アルメニアは王が不在となっていた。バハラーム5世はアルサケス朝の血筋にあたる者がアルメニアの王位につくことを望んでいたため、彼はアルサケス朝のヴラムシャプーの息子であるアルタクシアス4世を選んでアルメニアの王とした。
しかし新しく任命された王は惰弱な性格であったため、不満を覚えた貴族たちはアルタクシアス4世を排除してアルメニアを直接サーサーン朝の統治下に置くようバハラーム5世に請願した。しかしペルシアによるアルメニアの併合はアルメニア教会総主教のイサークによる強硬な反対を受けた。彼はアルタクシアスの性格や能力がどうであれ、非キリスト教徒による支配よりもキリスト教徒による支配の方が良いと考えていた。しかしながら、彼の強い抗議にもかかわらず428年にアルメニアはバハラーム5世によって併合され、サーサーン朝の太守による統治下に置かれることになった。

## 死と遺産

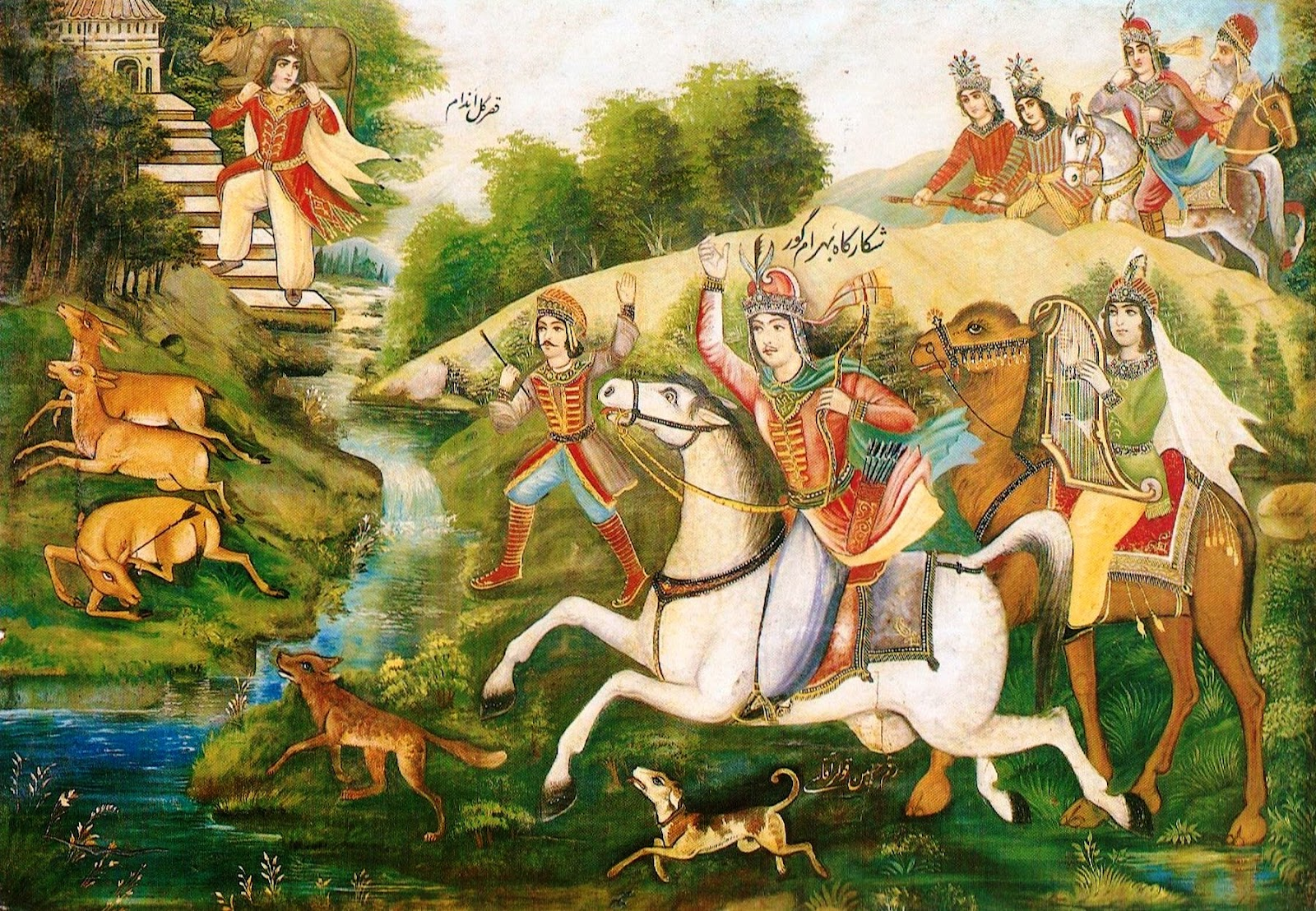
バハラーム5世の狩りの様子を描いた20世紀の挿絵

広く知られた言い伝えによると、438年にバハラーム5世はメディアでの狩猟中に死去した。王位は息子のヤズデギルド2世に引き継がれた。バハラーム5世は、数多くの伝説や想像上の物語を含む豊かで多様な遺産を残している。彼の名声はゾロアスター教の衰退とウマイヤ朝やモンゴル人による反イラン的な政策を生き延び、多くの物語は同時代のイスラムの伝承の中に組み込まれてきた。
バハラーム5世の遺産はイランの外においても生き残っている。セレンディピティという単語の由来となっている『セレンディップの三人の王子』は、バハラーム5世をモデルとした物語である。また、パンジャーブで広く普及しているバハラーム・グールの伝説はバハラーム5世から着想を得ていると信じられている。
バハラーム5世はイランの伝承の中で非常に人気があり、ローマ人、エフタル人、インド人、アフリカ人に対する勝利や、狩りと愛の冒険といった彼の勇敢さと美しさに彩られた多くの物語と結びついている。また、バハラーム5世は彼の強さと勇気を象徴するオナガー（ペルシア語ではグール）からバハラーム・グールの名でも呼ばれている。別の解釈では、彼がオナガーの狩人であったことがバハラーム・グールと呼ばれる理由と考えられている。
例として、ウマル・ハイヤームのルバイヤートに以下のような言及がある。
これに詩の英語訳者のエドワード・フィッツジェラルドは以下の脚注（第1版、1859年）を付け加えている。
「バハラーム・グール - ロバを狩る彼の声望から野生のロバのバハラームと呼ばれる - サーサーン朝の君主は、それぞれがバハラームに冒険譚を語る寵姫と、それぞれの寵姫が住む異なる色をした七つの宮殿も所有していた。これらの塔の三つの遺跡は今もなお農民たちによって案内されている。バハラームがグールを追いかけている最中に沈んでしまった沼地としても。」
高官や神官団の意に沿っていたことから、バハラーム5世はむしろ気の弱い君主であったと評価する者もいる。また、バハラーム5世は大きな庭園や集落を伴った多くの壮麗な火の神殿を建設したと伝えられている。

## 硬貨

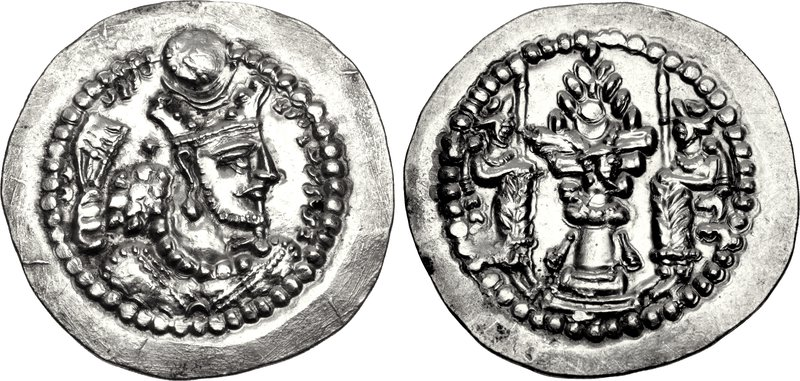
バハラーム5世のドラクマ硬貨

バハラーム5世の硬貨は、仕上がりの粗雑さと発行地の数の多さで注目に値する。発行地を示す印にはクテシフォン、ハマダーン、エスファハーン、アルビール、レダン、ニハーヴァンド、アソーリスターン、フーゼスターン、メディア、キルマーンが含まれている。表面の王の頭飾りには前後に分かれて描かれている王冠があるが、この二つに分かれた王冠の間に、恐らく太陽と月の神の象徴と考えられる円輪と三日月が描かれている。裏面には一般的な火の祭壇とそれを見守る護衛または付き人の姿が描かれている。また、王の頭部の姿が祭壇の炎の中に見られる。

## 『ハフト・パイカル』

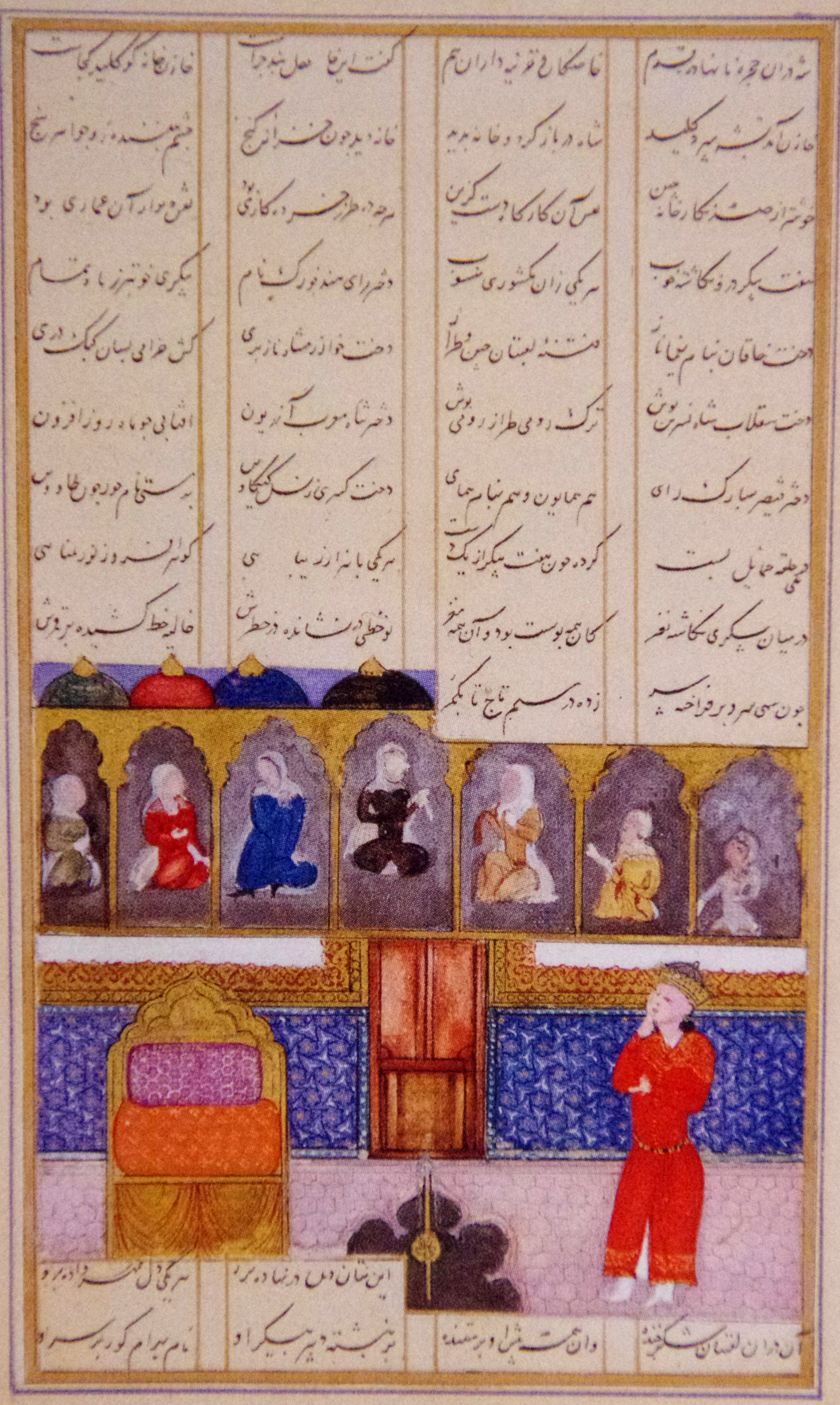
七人の王女の肖像画を眺めるバハラーム。ビフザード派、1479年。国立アゼルバイジャン文学博物館（バクー）所蔵。

『ハフト・パイカル』（ペルシア語: هفت پیکر）は、『バハラーム・ナーメ』（バハラームの書）（ペルシア語: بهرام‌نامه）としても知られ、1197年にペルシアの詩人ニザーミー・ギャンジャヴィーによって書かれた有名なロマンス叙事詩である。ペルシア起源のイスラム以前の物語であり、マラーゲの支配者であったアラー・アッディーン・クルプ・アルスラーンに捧げられている。
この物語はバハラームの美化された伝記となっている。バハラームは、子供がなく子供を授かるためにアフラ・マズダーへの嘆願が行われた二十年後にヤズデギルド1世を親として生まれる。彼の冒険的な人生は『シャー・ナーメ』でフェルドウスィーによってすでに扱われており、このことについてニザーミーは何度もほのめかしている。一般的にニザーミーは、以前の詩人が扱ったエピソードを省略するか、非常に簡潔にそれらに触れた上で、新しい物語の題材に集中する方法をとっている。詩人はバハラームの誕生と、アラブの王ヌゥマーンと彼の伝説的な宮殿クワーナクでのバハラームの生い立ちについて説明することから物語を始める。教育をヌゥマーンに委ねられているバハラームは、強力な狩人として成長する。
伝説の宮殿をさまよいながら、バハラームは七人の王女の肖像画が収められている鍵のかかった部屋を発見する。ハフト・パイカル（七人の美女）の名はこれに由来している。それぞれの王女は七つの異なる地方（ゾロアスター教における伝統的な地球上の地域）の出身であり、バハラームは彼女たちに恋をする。父のヤズデギルド1世が亡くなると、バハラームは王の権利主張者たちから王位を要求するためにペルシアへ戻る。いくつかのエピソードの後、バハラームは王として認められ、飢饉からペルシアの人々を救う。国が安定するとバハラームは七人の王女を捜し出し、花嫁として彼女たちを迎え入れる。バハラームの建築家は、新しい花嫁ごとに七つの宮殿を建設するように命じられる。
建築家は七つの地方がそれぞれ七つの惑星（ゾロアスター教の世界における古典的な惑星系）によって支配されていることをバハラームに伝え、各地方と惑星に関連付けられた色でそれぞれの宮殿を装飾することによって幸運を保証するようにバハラームへ助言する。バハラームは懐疑的であったものの、建築家の助言に従う。王女たちはこの壮麗な建造物に住居を定め、バハラームは訪問のたびに曜日の順に王女たちを訪れる。例えば、土曜日に訪れるのは土星などに影響を受けているインドの王女である。それぞれの王女の名前は、月のように美しいインドのラージャの娘、フラク。トルコ人のカガンの娘、ヤグマ・ナズ。 ホラズムの王の娘、ナズ・パリ。スラヴ人の王の娘、ナスリン・ヌシュ。モロッコの王の娘、アザルビン。ローマ皇帝の娘、フメイ。そしてカイ・カーウス家出身の美しいペルシアの王女ディロステ（「健全な」を意味する）である。
それぞれの王女は各々の色の持つ雰囲気に一致する物語をバハラームへ語る。これらの七つの美しく構成された非常に官能的な物語は、詩全体の約半分を占めている。バハラームが七人の花嫁と多忙に過ごしている間、彼の邪悪な大臣が国の権力を掌握する。バハラームは、ペルシアの情勢が混乱し、国庫が底をつき、近隣の支配者の侵入を引き起こしていることに気づく。最初に彼は狩りに行くことによって心を清める。狩りから戻った後、彼は木から吊るされた犬に出会う。羊飼いである犬の飼い主は、どのようにして飼い主に忠実な番犬が性的な関係の見返りに羊の群れを雌狼へ売り渡したかを語る。バハラームは腐敗した大臣の調査を始め、多数の苦情者の中から七人を選び、彼らは彼らが苦しんでいる不正についてバハラームに告げる（七人の被害者の物語は、七人の王女の物語に対する陰鬱さによる釣り合わせとなっている）。その後大臣は処刑され、バハラームは正義を取り戻し、神の喜びのために七つの喜びの宮殿を火の寺院へ改装するように命じる。バハラームは最後に狩りに出かけるが、不思議なことに姿を消してしまう。（洒落として）野生のロバ（グール）を狩ろうとしている間に、彼は代わりに自分の墓（グール）を見つける。